# 联盟TMA-04M
联盟TMA-04M（Союз ТМА-04М）是俄罗斯宇航联盟号的第113次飞行，本次任务计划将远征31的三名宇航员送到国际空间站。2012年5月15日3时1分（UTC）飞船从哈萨克斯坦拜科努尔航天发射场发射升空，5月17日4时36分与国际空间站探索号实验舱对接。同年9月16日与国际空间站解除对接并于次日哈萨克斯坦着陆。飞船原定于3月底发射，但因返回舱试验发现气密性不足而推迟数周。

## 机组人员
| 职位        | 姓名            | 飞行次数 |
| ----------- | --------------- | -------- |
| 指令长      | 根纳季·帕达尔卡 | 第4次    |
| 飞行工程师1 | 谢尔盖·列温     | 第1次    |
| 飞行工程师2 | 约瑟夫·M·阿卡巴 | 第2次    |

## 图集

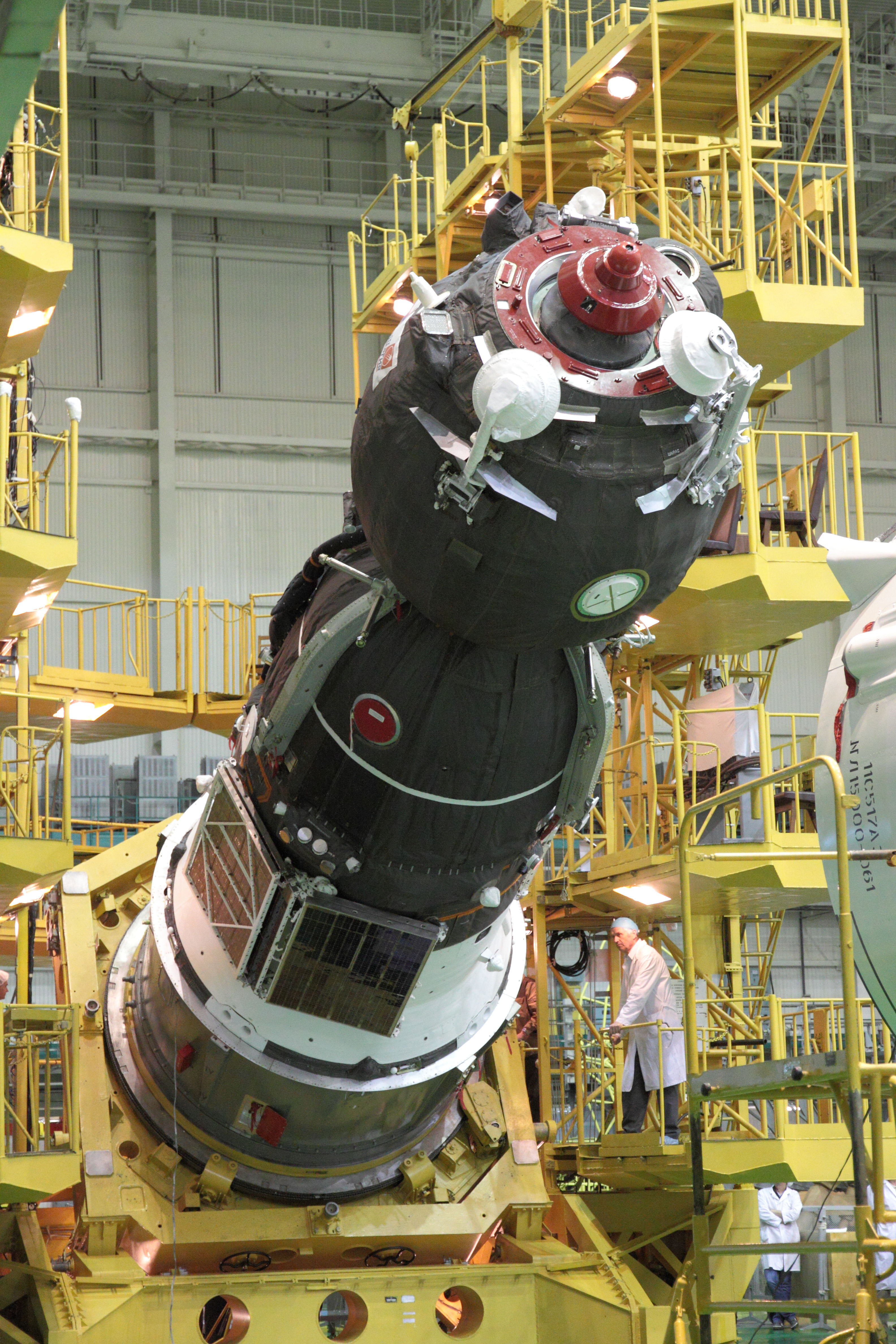
联盟TMA-04M
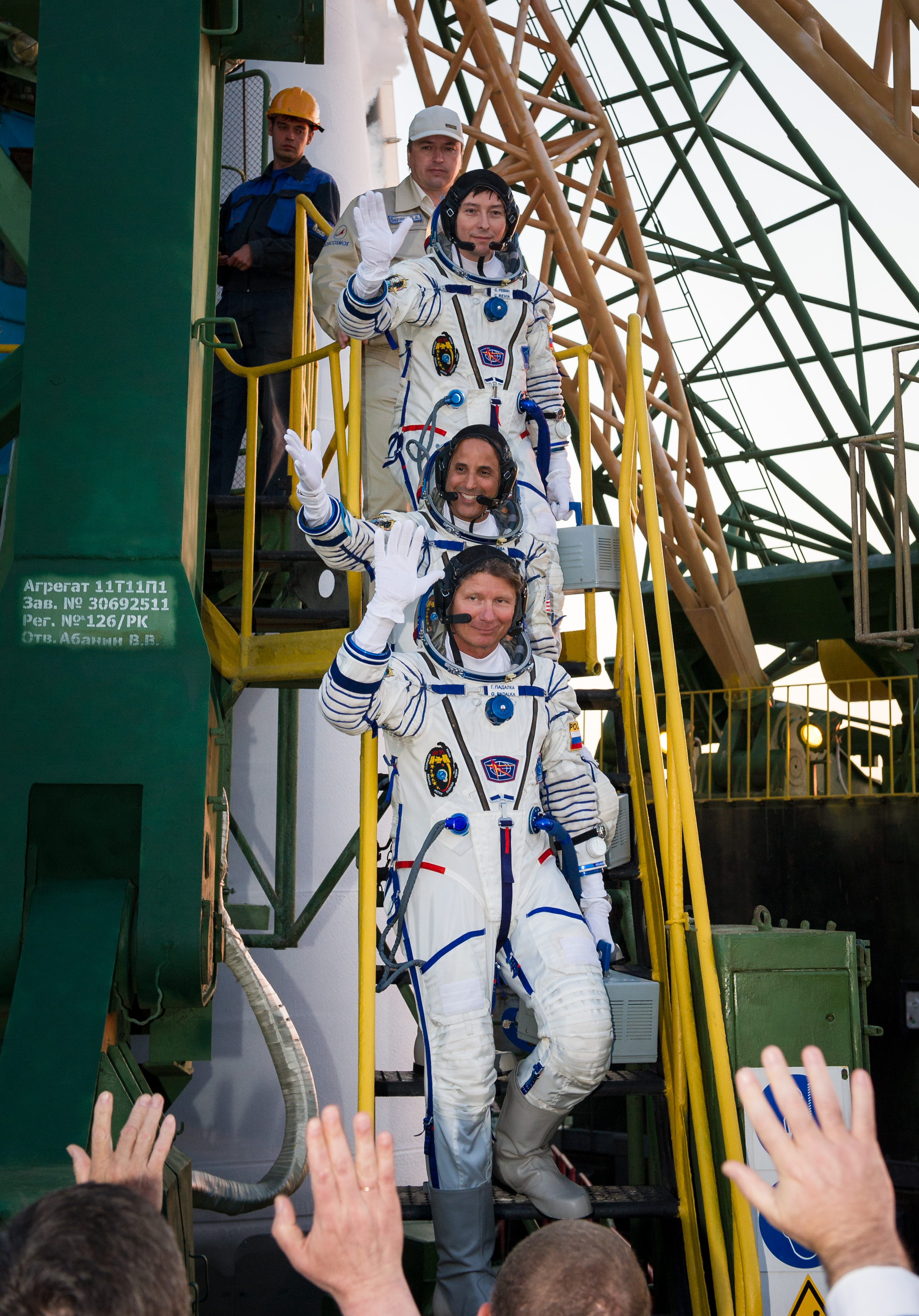
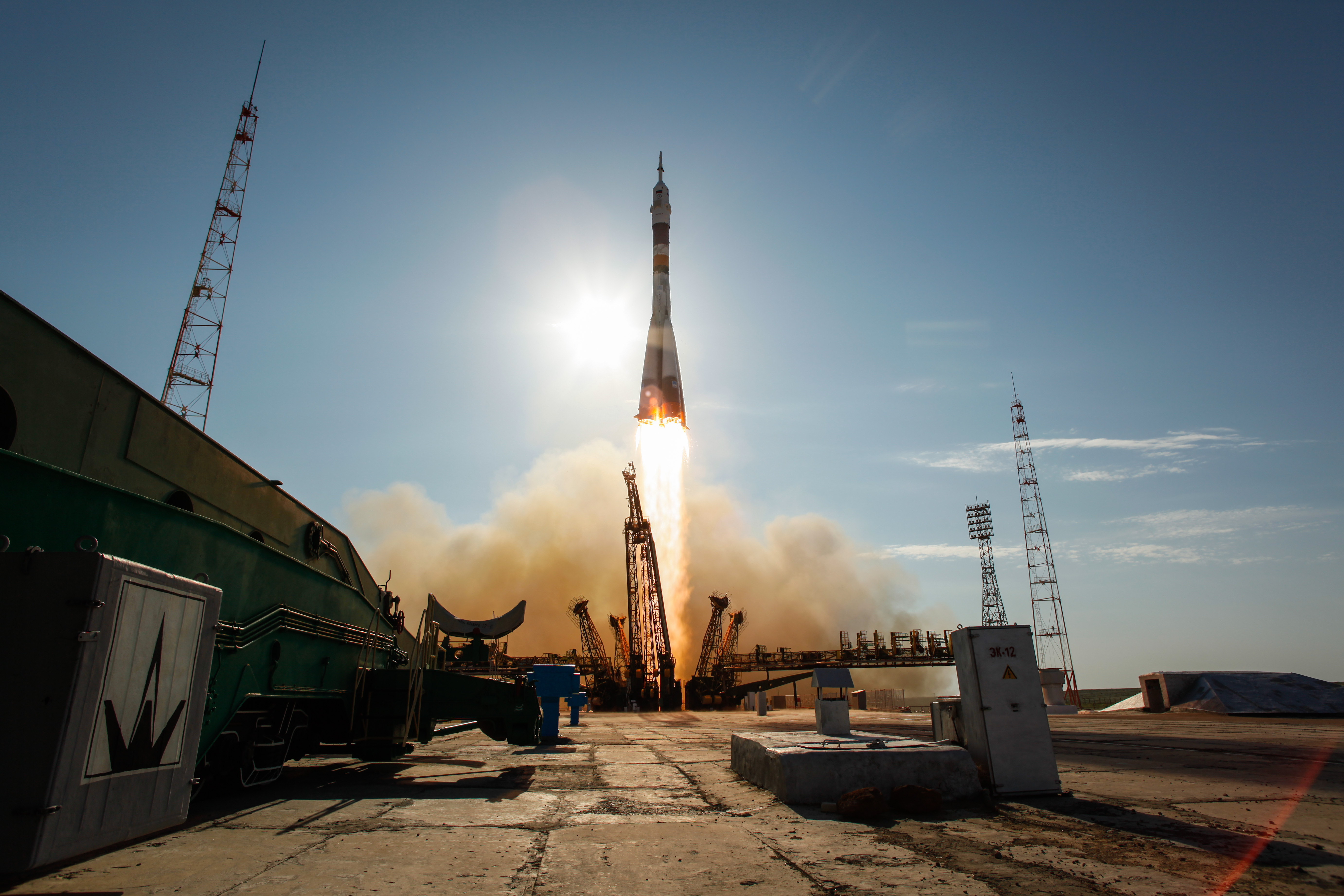